# 大府市
大府市（日语：／ Ōbu shi */?）是位於日本愛知縣知多半島北部的行政區劃，北側與名古屋市接鄰，為名古屋周邊的的通勤城鎮。
轄內多為丘陵地，東側以境川為界，境內的河川大多也是流入境川。

## 人口
大府市的人口自1960年代起至今都穩定維持成長，即使在2010年代日本進入人口負成長後，在每五年一次的人口普查中仍可有4%以上的人口成長率；在2020年與2015年相比的人口成長為4.4%，在全愛知縣為第四高的行政區劃。
| 大府市人口分布圖 |                                               |  |
| 大府市與日本全國年齡別人口分布比較圖 （2005年資料） | 大府市的年齡、男女別人口分布圖 （2005年資料） |  |
| ■紫色是大府市 ■綠色是全国 | ■藍色是男性 ■紅色是女性                       |  |
| 大府市人口變化 \| 1970年 \| 48,960人 \| \| \| 1975年 \| 56,211人 \| \| \| 1980年 \| 62,277人 \| \| \| 1985年 \| 66,696人 \| \| \| 1990年 \| 69,720人 \| \| \| 1995年 \| 73,096人 \| \| \| 2000年 \| 75,273人 \| \| \| 2005年 \| 80,262人 \| \| \| 2010年 \| 85,249人 \| \| \| 2015年 \| 89,157人 \| \| \| 2020年 \| 93,123人 \| \| |                                               |  |
| 資料來源：日本總務省統計中心提供之人口普查數據 |                                               |  |
| 1970年 | 48,960人                                      |  |
| 1975年 | 56,211人                                      |  |
| 1980年 | 62,277人                                      |  |
| 1985年 | 66,696人                                      |  |
| 1990年 | 69,720人                                      |  |
| 1995年 | 73,096人                                      |  |
| 2000年 | 75,273人                                      |  |
| 2005年 | 80,262人                                      |  |
| 2010年 | 85,249人                                      |  |
| 2015年 | 89,157人                                      |  |
| 2020年 | 93,123人                                      |  |

## 歷史
在大府市內發掘到的棧敷貝塚證明在西元前十世紀的繩紋時代以前即開始有人類居住，高山古墳遺址則證明此地在約六世紀時的古坟时代末期已在大和王權的勢力範圍內。
本地在令制國時代屬於尾張國知多郡，在12世紀前熱田神宮在此曾設有莊園，
17世紀進入江戶時代後成為尾張藩尾張德川家的領地，直到19世紀末明治維新實施廢藩置縣後，改隸屬名古屋縣；1871年的第一次府縣整併時，一度隨著知多郡被劃入新設立的額田縣，不過在隔年即被整併至愛知縣。
1889年日本實施町村制，現在的大府市轄區在當時分屬：共和村、吉田村、大府村、橫根村、長草村、北崎村、森岡村共七個行政區劃；1906年配合愛知縣內的町村整併，這些區域被合併為新設立的大府村。此後在1915年升格改制為大府町、1970年再升格改制為現在的大府市。

### 變遷表
| 1889年10月1日             | 1889年 - 1944年          | 1889年 - 1944年           | 1889年 - 1944年            | 1945年 - 1954年            | 1955年 - 1989年            | 1989年 - 現在              | 現在                       |
| ------------------------- | ------------------------ | ------------------------- | -------------------------- | -------------------------- | -------------------------- | -------------------------- | -------------------------- |
| 桶狹間村                  | 1892年9月13日 併入共和村 | 1893年12月4日 併入有松町  | 1893年12月4日 併入有松町   | 1893年12月4日 併入有松町   | 1964年12月1日 併入名古屋市 | 1964年12月1日 併入名古屋市 | 1964年12月1日 併入名古屋市 |
| 共和村                    | 共和村                   | 1906年5月1日 合併為大府村 | 1915年11月1日 改制為大府町 | 1915年11月1日 改制為大府町 | 1970年9月1日 改制為大府市  | 1970年9月1日 改制為大府市  | 1970年9月1日 改制為大府市  |
| 吉田村                    |                          | 1906年5月1日 合併為大府村 | 1915年11月1日 改制為大府町 | 1915年11月1日 改制為大府町 | 1970年9月1日 改制為大府市  | 1970年9月1日 改制為大府市  | 1970年9月1日 改制為大府市  |
| 大府村                    |                          | 1906年5月1日 合併為大府村 | 1915年11月1日 改制為大府町 | 1915年11月1日 改制為大府町 | 1970年9月1日 改制為大府市  | 1970年9月1日 改制為大府市  | 1970年9月1日 改制為大府市  |
| 橫根村                    |                          | 1906年5月1日 合併為大府村 | 1915年11月1日 改制為大府町 | 1915年11月1日 改制為大府町 | 1970年9月1日 改制為大府市  | 1970年9月1日 改制為大府市  | 1970年9月1日 改制為大府市  |
| 北崎村                    |                          | 1906年5月1日 合併為大府村 | 1915年11月1日 改制為大府町 | 1915年11月1日 改制為大府町 | 1970年9月1日 改制為大府市  | 1970年9月1日 改制為大府市  | 1970年9月1日 改制為大府市  |
| 長草村                    |                          | 1906年5月1日 合併為大府村 | 1915年11月1日 改制為大府町 | 1915年11月1日 改制為大府町 | 1970年9月1日 改制為大府市  | 1970年9月1日 改制為大府市  | 1970年9月1日 改制為大府市  |
| 森岡村                    |                          |                           | 1915年11月1日 改制為大府町 | 1915年11月1日 改制為大府町 | 1970年9月1日 改制為大府市  | 1970年9月1日 改制為大府市  | 1970年9月1日 改制為大府市  |
| 1906年5月1日 合併為東浦村 |                          | 1948年6月1日 改制為東浦町 | 1948年6月1日 改制為東浦町  | 1948年6月1日 改制為東浦町  | 1948年6月1日 改制為東浦町  |                            |                            |

## 交通

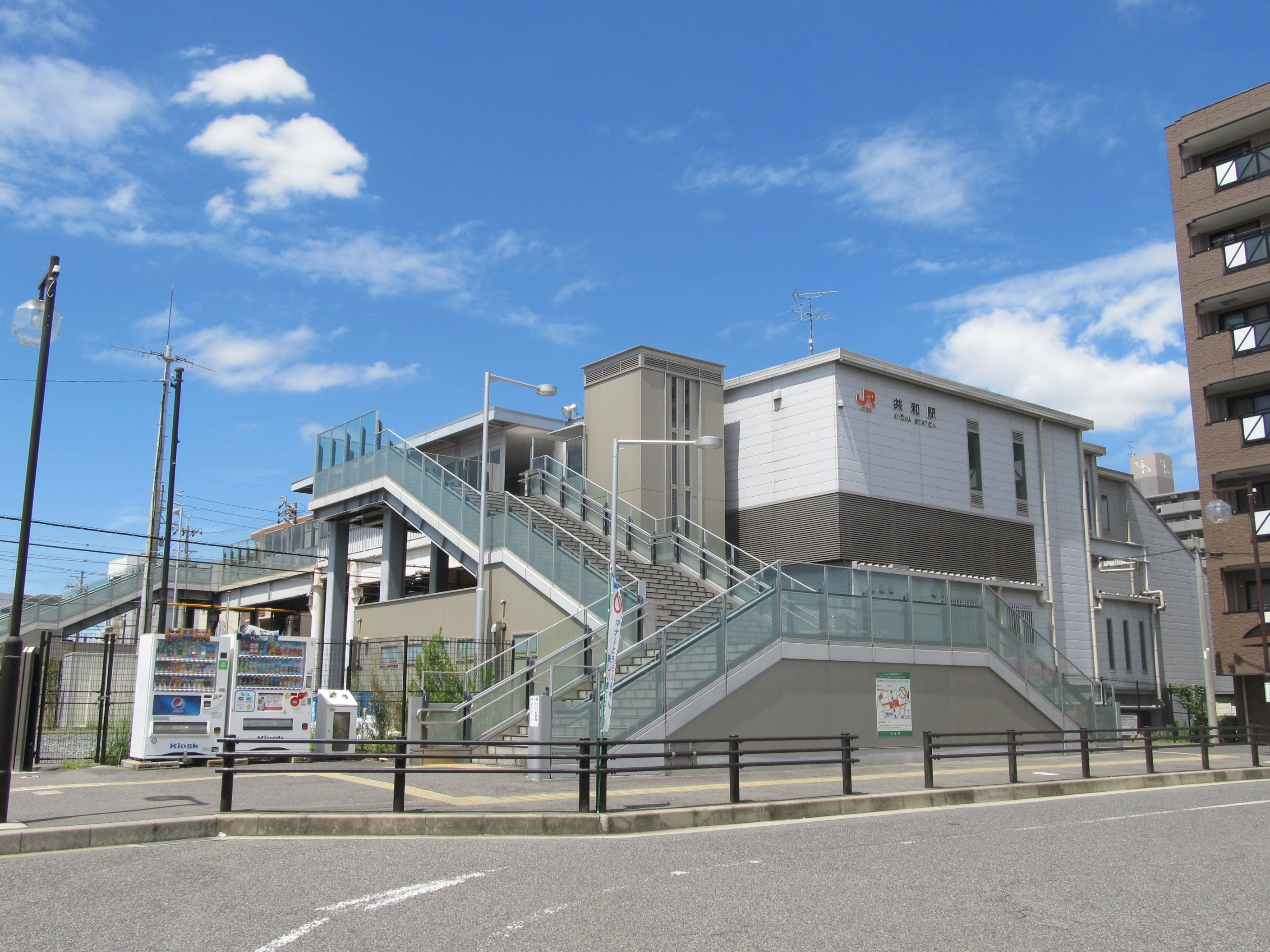
共和車站

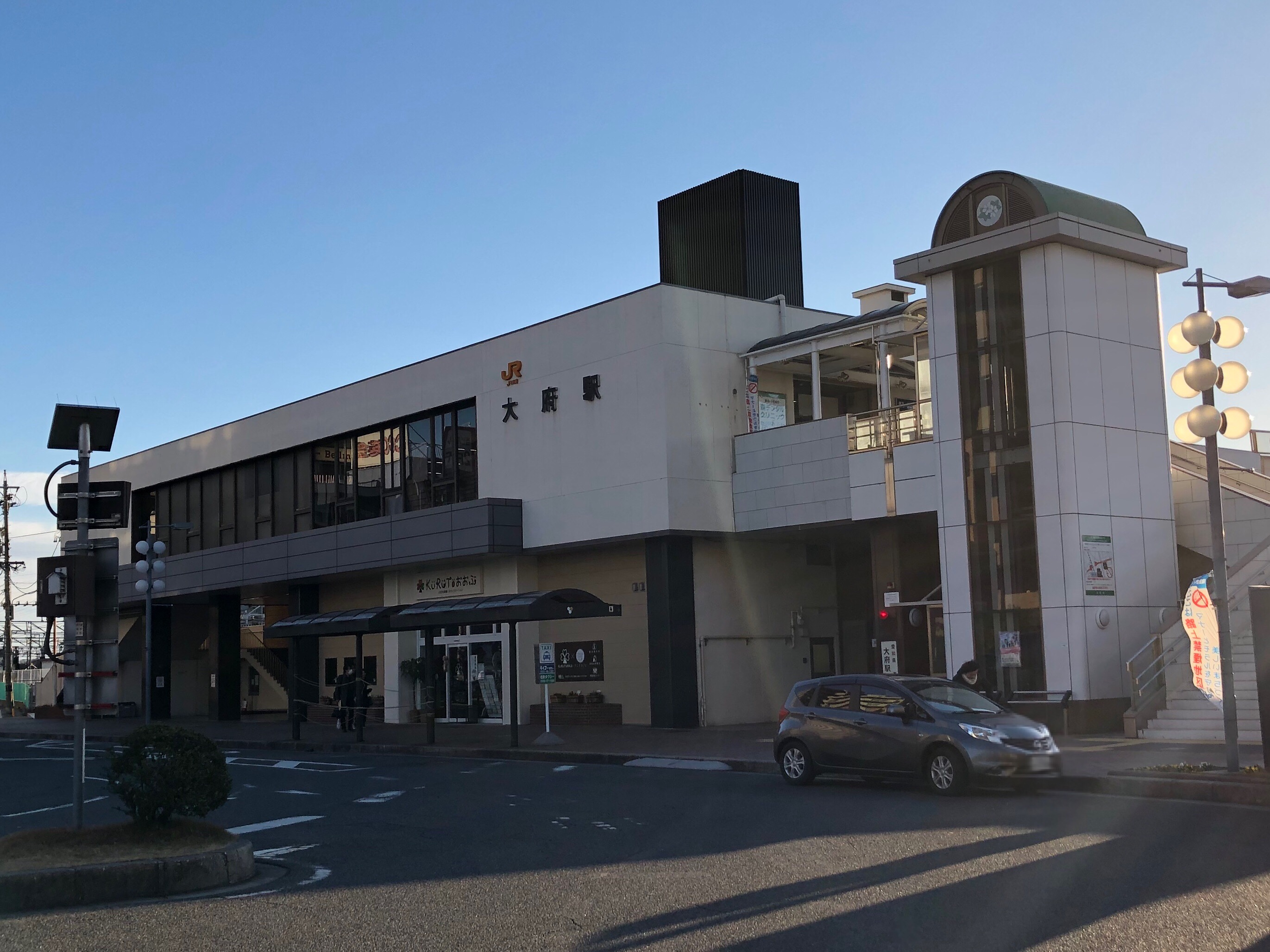
大府車站

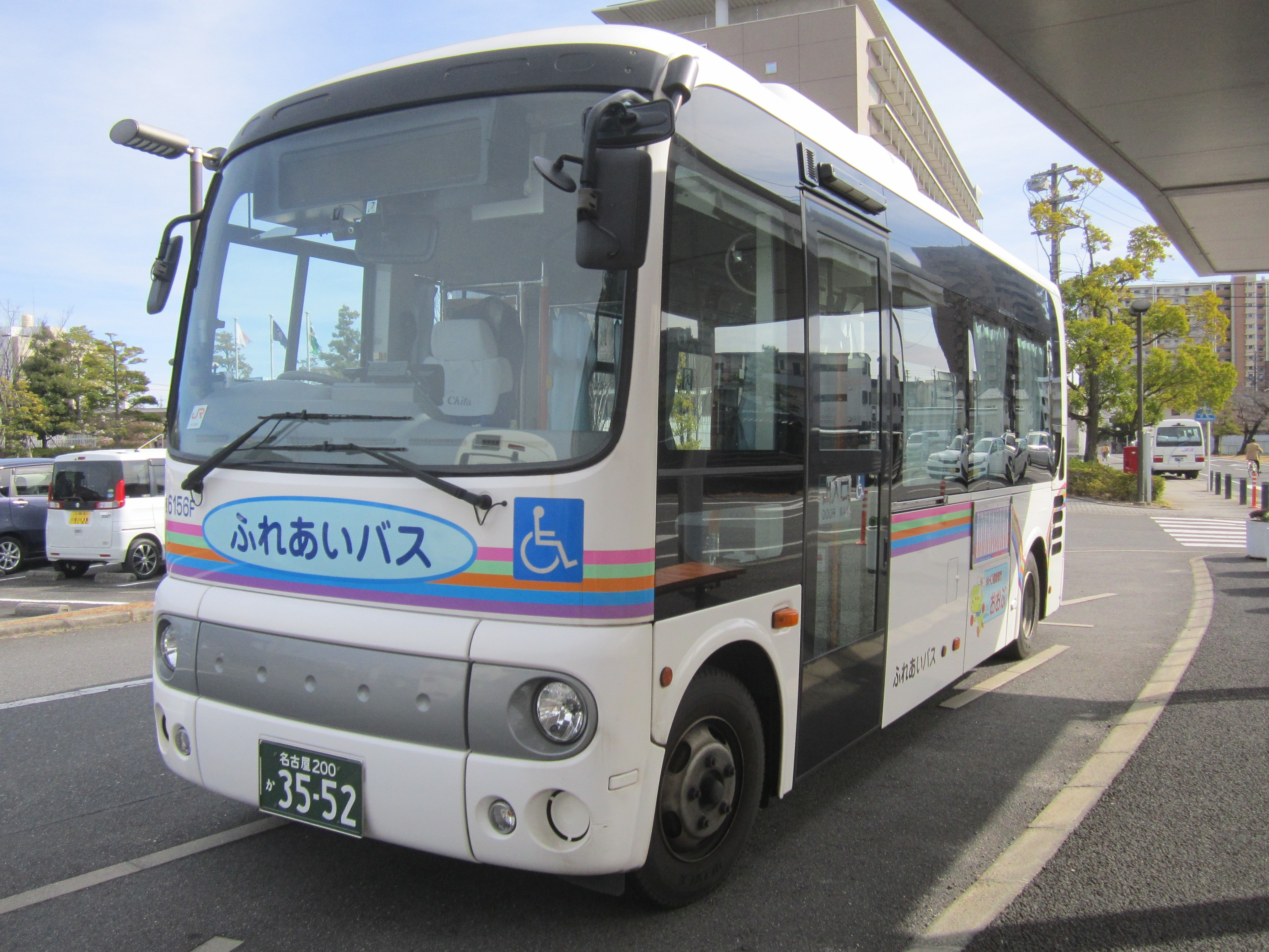
大府市循環巴士車輛

東海旅客鐵道的鐵路東海道本線以南北向通過市區中心，並設有大府車站及共和車站兩個車站，自大府車站利用鐵路可在約15分鐘的車程抵達名古屋車站；大府車站同時也是武豐線的起點車站，往南可至東浦町、半田市及武豐町。
在北側與豐明市、名古屋市交界處有伊勢灣岸自動車道通過，西側與東海市交界處也有知多半島道路通過，藉由這兩條公路可往東至愛知縣東部的三河地區，往南至知多半島地區，也可往西跨過名古屋港區直接至三重縣。
市內的客運路線主要由名鐵集團旗下負責經營知多半島地區的知多乘合經營，其路線皆以大府車站為中心，可往西至東海市，或往南至東浦町。
大府市政府同樣也有委託知多乘合開設大府市循環巴士，其開設的五條路線則可自大府車站及共和車站擴及至町內各地區。

### 鐵路
- 東海旅客鐵道
  - 東海道本線：（←刈谷市） - 大府車站 - 共和車站 - （名古屋市→）
  - 武豐線：大府車站 - （東浦町→）

### 公路
高速公路
- 伊勢灣岸自動車道：（豐明市） - （通過轄內） - （名古屋市） - （通過轄內） - （名古屋市） - 大府交流道 - （東海市）

快速道路
- 知多半島道路（日语：知多半島道路）：（名古屋市） - 大府西交流道（日语：大府西インターチェンジ） - 大府休息區（日语：大府パーキングエリア） - （東海市） - 大府東海交流道（日语：大府東海インターチェンジ） - （東浦町）

## 觀光資源
位於南部與東浦町交界處佔地51公頃的愛知健康之森公園為愛知縣營的城市公園，設有大量的兒童遊樂設施；一旁還有由愛知知多農業協同組合開設的大型農產直銷點JA農鎮 元氣之鄉，其內除了銷售農產外，也設有餐廳、體驗農場、溫泉設施。

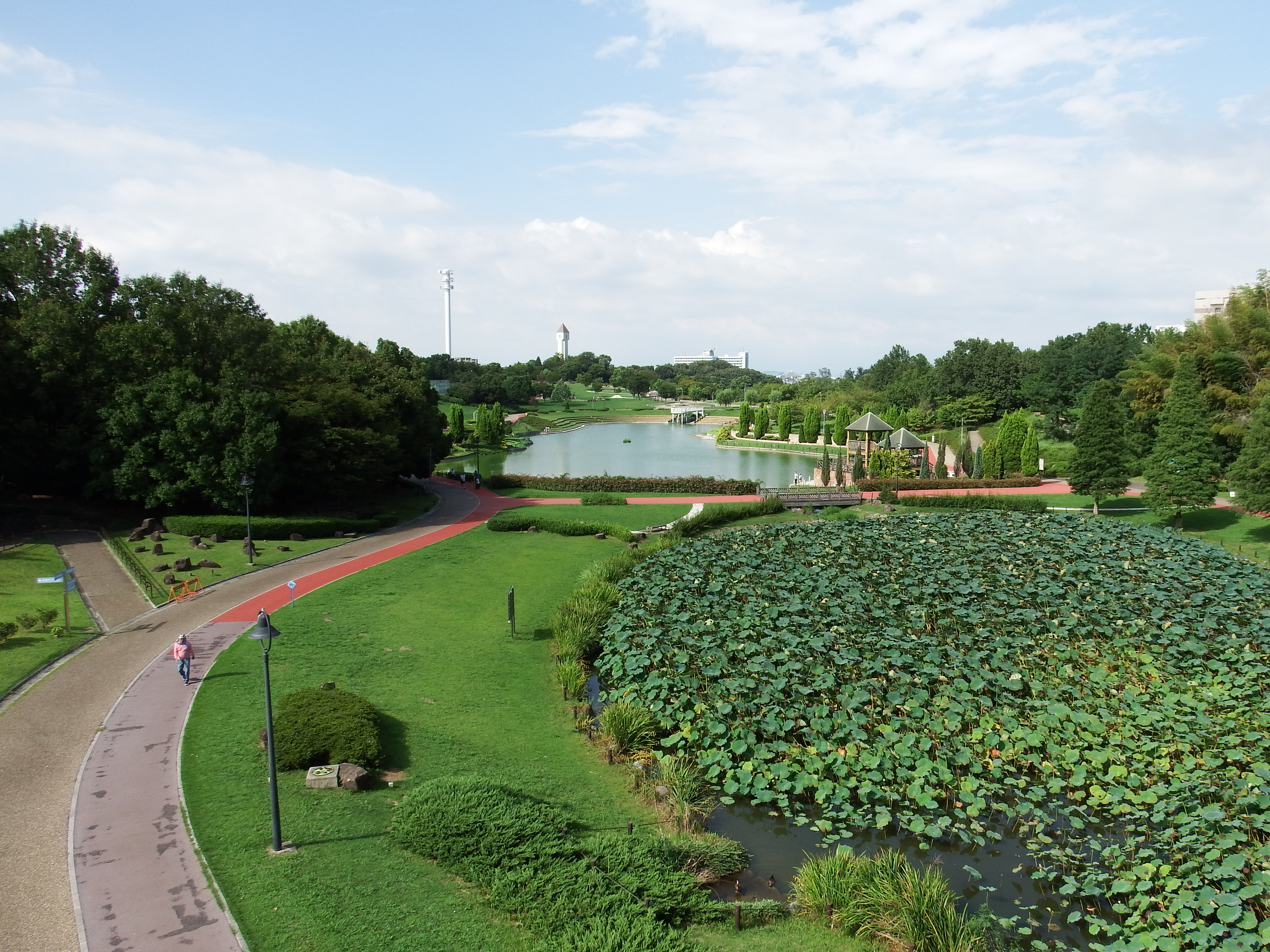
愛知健康之森公園
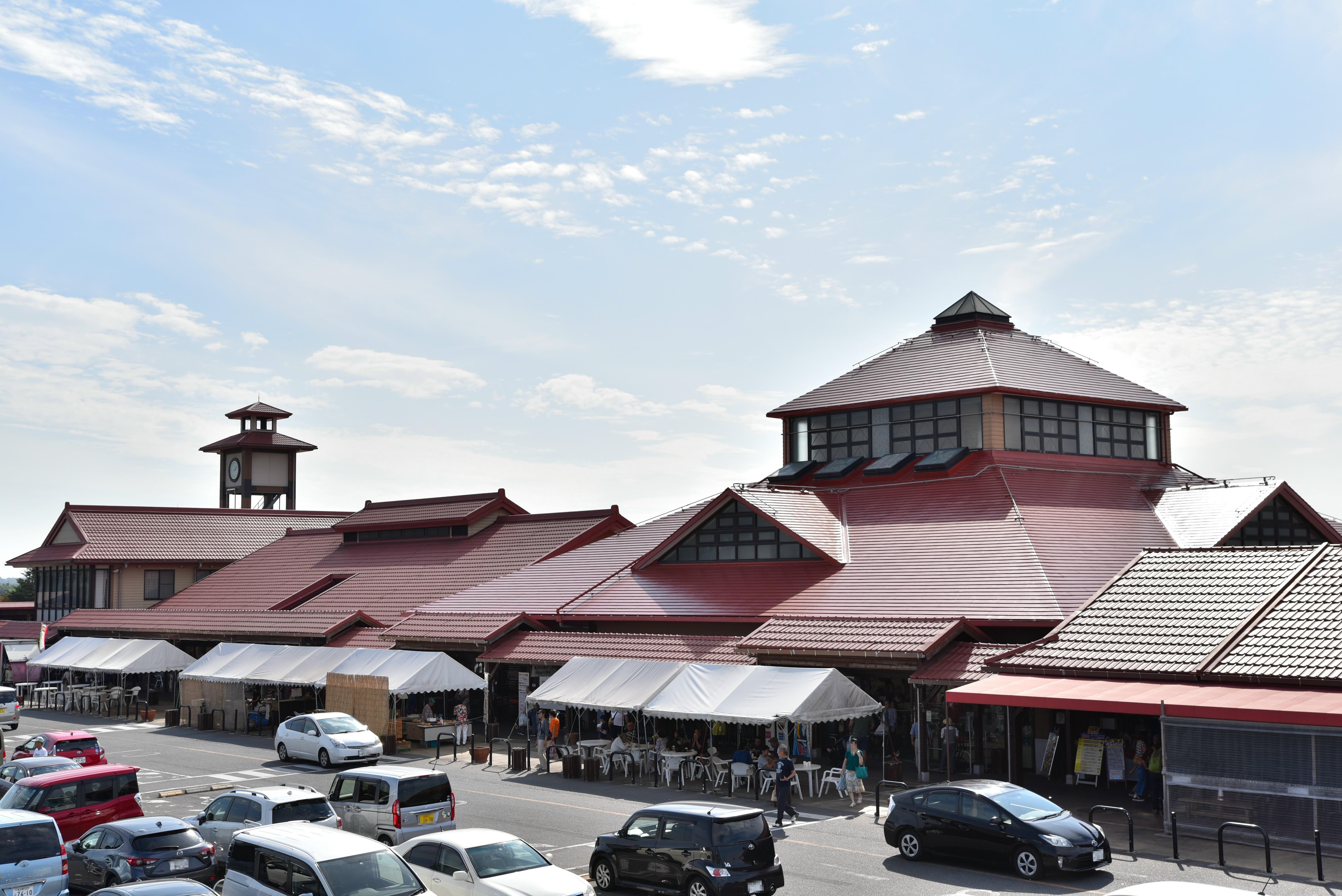
JA農鎮 元氣之鄉

## 教育
位於大府市內東北部的至學館大學為僅設有健康科學部一個領域的大學，過去原為歷史可以追溯至1905年，僅招收女性學生的「中京女子大學」，在2007年開始招生男性學生後，於2010年更改為現名。
人間環境大學於2015年在市內的大府車站旁設立以看護學部為主的大府校區，

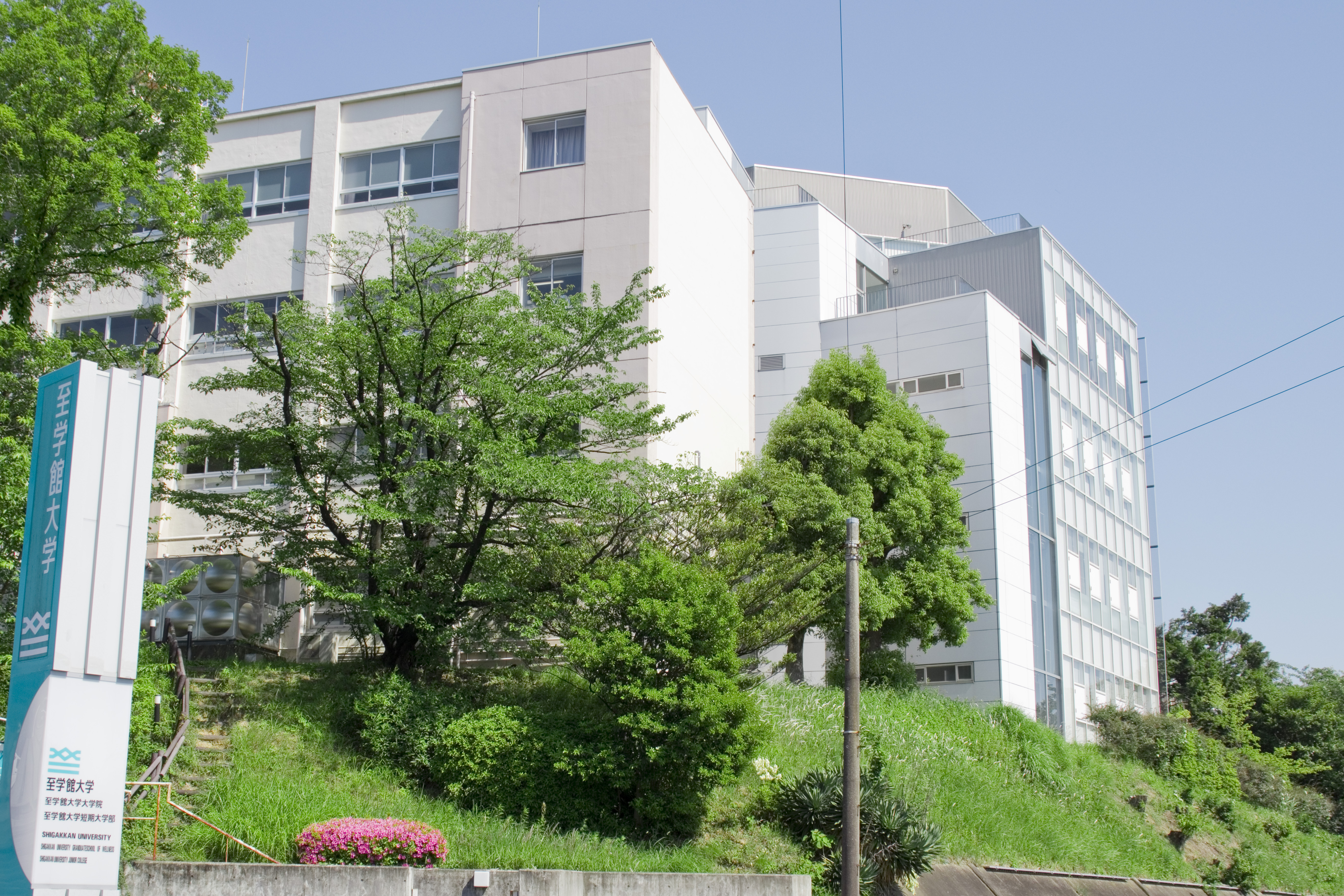
至學館大學
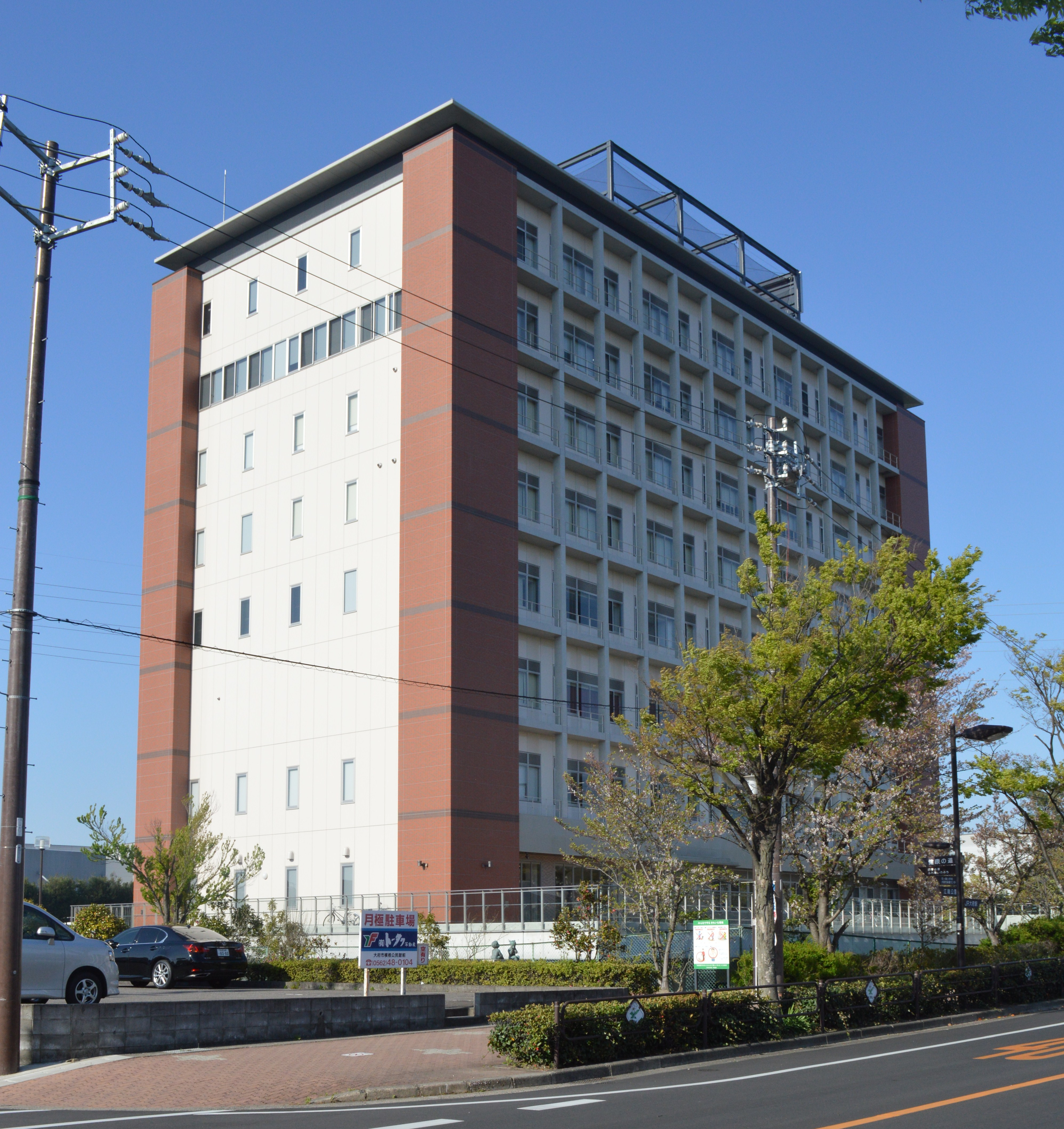
人間環境大學大府校區

## 姊妹、友好城市

### 日本
- 遠野市（岩手縣）
兩地於2010年締結為友好都市。[15]

### 海外
- 菲利普港市（澳大利亞維多利亞州）
兩地於1993年締結為姊妹城市。[16]

## 外部連結
- （日語） 愛知縣大府市政府的Facebook專頁
- （日語） 大府市緊急情報的X（前Twitter）
- （日語） 大府市官方的Instagram帳戶
- （日語） 大府市觀光協會 （页面存档备份，存于）